# Aius Locutius
Aius Locutius oder Aius Loquens war der Name einer römischen Gottheit, die im Zusammenhang mit dem Einfall der gallischen Senonen unter Brennus in Italien ca. 387 v. Chr. genannt wird.
Gemäß einer wohl älteren Überlieferungstradition befahl die Stimme einer sich nicht weiter körperlich manifestierenden Gottheit im Hain der Vesta, die Befestigungsanlagen Roms zu verstärken. Davon abweichend wird berichtet, dass die übermenschliche Stimme einem gewissen Marcus Caedicius nachts auf der via Nova aufgetragen habe, den Angriff der Gallier zu melden. In beiden Fällen wurde die Warnung nicht beachtet, was zur Eroberung und Zerstörung Roms führte. Der Senat beschloss, der Erscheinung zur Sühneleistung einen Sakralbau erstellen zu lassen. Ein im Jahre 1820 am Fuß des Palatins gefundener und früher oft damit in Verbindung gebrachter Altar dürfte einer anderen Gottheit gehört haben.
Der Name Aius Locutius besteht aus zwei sinnverwandten Begriffen (aio, loquor), die beide den Sprechakt ausdrücken und durch die Koppelung die Bedeutung des Gesagten unterstreichen. Verkünderstimmen aus dem Nichts sind ein wiederkehrendes Motiv in der römischen Religiosität, die stark von magischen Elementen geprägt war.